# 野々川大介
野々川 大介（ののがわ だいすけ、1921年1月15日 - 2019年8月4日）は、日本の実業家。日本メナード化粧品の創業者。愛知県小牧市出身。

## 経歴・人物
1935年に篠岡高等小学校を卒業。1941年に野々川産業を設立し、1950年にダリヤ商事社長を経て、1959年に日本メナード化粧品社長に就任し、1990年には会長に就任。1987年にはメナード美術館を開館させた。
1980年に藍綬褒章を受章し、1991年に勲三等瑞宝章を受章。
2019年8月4日老衰のために死去。98歳没。